# Henggang, Shenzhen
Henggang (kinesiska: 横岗) är ett stadsdelsdistrikt i staden Shenzhen i provinsen Guangdong i sydöstra Kina. Det ligger i stadsdistriktet Longgang. Antalet invånare vid folkräkningen 2020 var 286 311.